# Rackhams

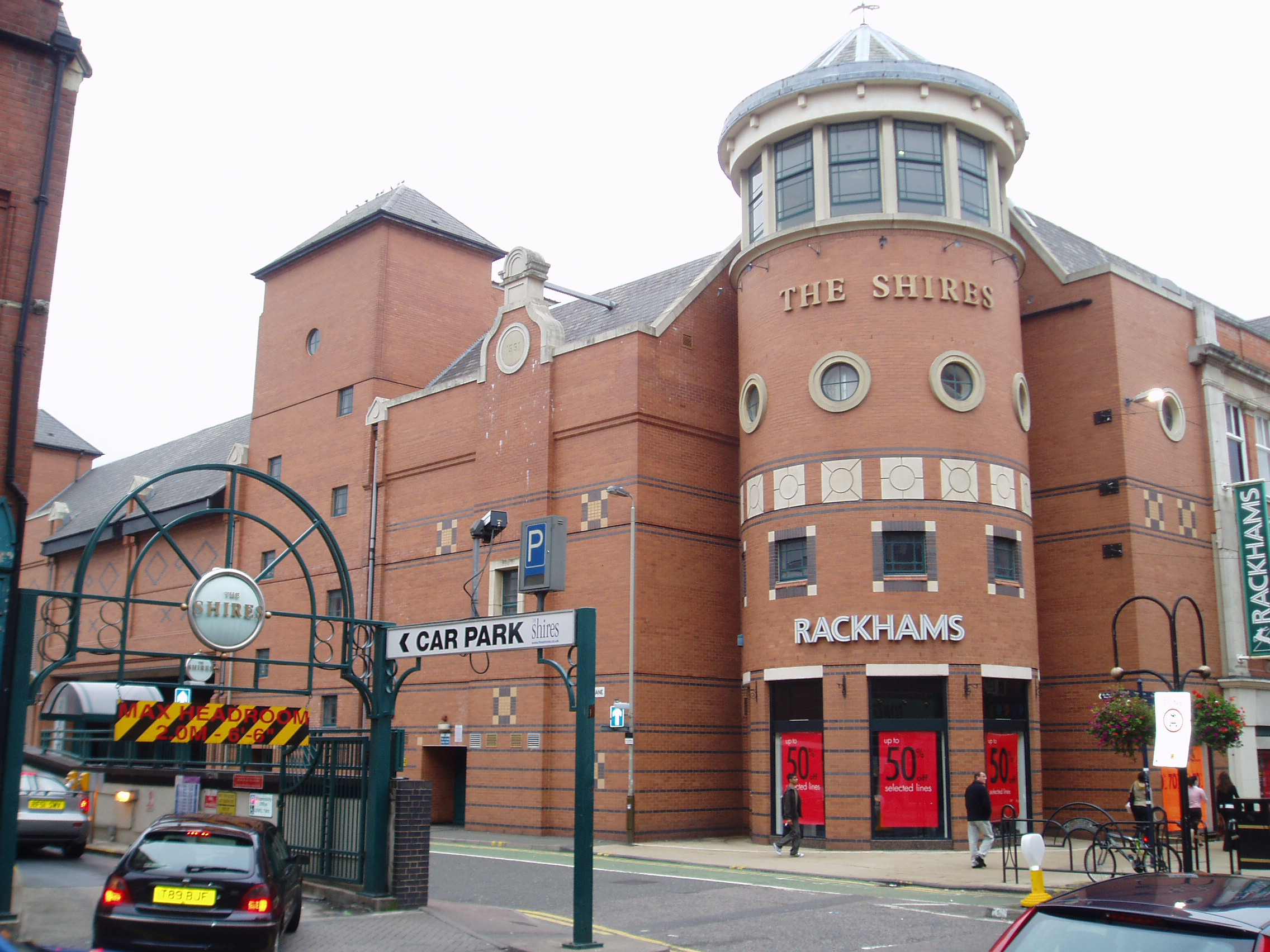
Rackhams (Leicester)

Rackhams was een warenhuis in het Engelse Birmingham dat actief was van 1881 tot 2000. In 1955 werd het bedrijf overgenomen door de Harrods-groep, die op haar beurt werd overgenomen door House of Fraser in 1959. House of Fraser gebruikte de naam vanaf de jaren 1970 voor een aantal nieuw toegevoegde warenhuizen, totdat de naam in 2000 werd stopgezet en werd vervangen door de naam House of Fraser. De winkels in Skipton en Altrincham waren hierop een uitzondering.

## Geschiedenis
In 1851 openden William Riddell en Henry Wilkinson aan 78 Bull Street in Birmingham een stoffenwinkel. Het partnerschap breidde in 1863 uit met een groothandel in Temple Row. 
In 1861 traden John Rackham en William Matthews, twee llerlingen, in dienst bij het bedrijf en in 1878 zouden zij het bedrijf over. In 1881 werd de winkel in eigendom overgedragen aan Rackham en Matthews en werd de naam gewijzigd in Rackham & Co.
Het bedrijf werd in 1890 overgenomen door de handelaar Charles Richards, die het bedrijf uitbreidde naar de North Western Arcade en binnen twee jaar een kleermakersafdeling toevoegde. In 1907 trouwde Richards' dochter, Hettie, met de medewerker Frank Matthews, de zoon van de voormalige eigenaar William Matthews. Franks Matthews werd daarna manager. 
In 1913 werd het bedrijf samen met Richards andere bedrijf, het discount-kledingmagazijn Beehive, geregistreerd als Charles Richards Ltd, waarbij Richards en zijn twee dochters  ieder een derde aandeel bezaten. In 1914 werd de voorgevel aan Bull Street herbouwd en werd de winkel uitgebreid naarTemple Row en de Windsor Arcade en North Western Arcade. In 1921 nam Richards neef, Charles Phillips, de leiding over van Frank Matthew en breidde de winkel aan Temple Row enorm uit.
In 1927 nam Maurice Clutterbuck de leiding over het bedrijf Het economisch klimaat zorgde ervoor dat de winkel in lastig vaarwater zat en de winkel werd te koop aangeboden, hoewel er in de jaren 1930 geen biedingen werden geaccepteerd. Tijdens de Tweede Wereldoorlog kreeg de winkel een grote klap, toen bommen in 1940 een derde van de winkel verwoestten. 
Het bedrijf herstelde zich echter en werd in 1955 door Harrods gekocht om het filialennet uit te breiden. Er werd een terrein voor een nieuw warenhuisgebouw verworven, waar in 1957 met de bouw werd gestart. Voordat de winkel echter voltooid kon worden, kocht House of Fraser het warenhuisbedrijf Harrods en voerde een gefaseerde opening van de nieuwe winkel uit tussen 1960 en 1966.
In de jaren 1970 werd de Harrods-divisie aangewezen als de divisie voor de House of Fraser-winkels in de Midlands, waarbij de naam Rackham als merk werd gekozen. De winkels omgedoopt tot Rackhams waren:
- De warenhuisketen Brown Muff, die in 1977 door House of Fraser was overgenomen. De warenhuizen in Altrincham, Bradford, Skipton (voorheen Amblers), Bingley (voorheen Pratts) en Doncaster. In 1978 kregen ze de nieuwe naam.
- Burgis & Colbourne in Leamington Spa, dat voorheen onderdeel was van de Army &amp; Navy Stores-divisie die sinds 1973 tot House of Fraser behoorden. De winkel kreeg in 1976 de nieuwe naam.
- Thomas Clarkson & Son in Wolverhampton, dat voorheen onderdeel was van de Army &amp; Navy Stores-divisie die sinds 1973 tot House of Fraser behoorden. De winkel kreeg in 1976 de nieuwe naam.
- Joseph Della Porta in Shrewsbury, dat voorheen onderdeel van de warenhuisketen Hide & Co was en in 1975 werd overgenomen door House of Fraser.
- Morgan Squire in Leicester, dat voorheen onderdeel van de warenhuisketen J.J. Allen was. Deze warenhuisketen was in 1969 overgenomen door House of Fraser en werd in 1972 verdeeld over de Dingles-divisie en  de Harrods-divisie. Morgan Squire werd hierbij omgedoopt tot Rackhams.
- John Walsh Sheffield, dat in 1959 was gekocht door House of Fraser. De winkel werd in de jaren zeventig omgedoopt tot Rackhams.

In 1982 werd het Rackhams-warenhuis in Birmingham het eerste warenhuis dat volgens de nieuwe plannen van House of Fraser werd gerenoveerd. De begane grond werd in 1984-1985 uitgebreid voor een bedrag van £ 6 miljoen. De winkel inSheffield werd in 1987 echter omgedoopt tot het merk House of Fraser, en in 2000 werden alle winkels omgedoopt tot House of Fraser of werden gesloten.